# Tegegne Bezabeh

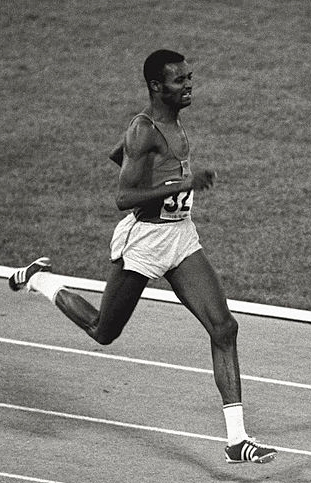
Tegegne Bezabeh bei den Olympischen Spielen 1968

Tegegne Bezabeh (* 9. September 1941) ist ein ehemaliger äthiopischer Sprinter.
Bei den Olympischen Spielen 1964 in Tokio erreichte er über 400 m das Halbfinale und schied über 200 m im Vorlauf aus.
Bei den Olympischen Spielen 1968 in Mexiko-Stadt wurde er über 400 m Sechster.
1972 schied er bei den Olympischen Spielen in München über 400 m im Halbfinale und in der 4-mal-400-Meter-Staffel im Vorlauf aus.

## Persönliche Bestzeiten
- 200 m: 22,0 s, 16. Oktober 1964, Tokio
- 400 m: 45,42 s, 18. Oktober 1968, Mexiko-Stadt (nationaler Rekord)